# Waco (Nebraska)
Pour les articles homonymes, voir Waco.
Waco est un village du comté de York, dans l'État du Nebraska, aux États-Unis. En 2020, il comptait une population de 296 habitants.